# Allmänfarlig sjukdom
Allmänfarlig sjukdom är enligt Smittskyddslagen en smittsam sjukdom som kan vara livshotande, innebära långvarig sjukdom eller svårt lidande eller medföra andra allvarliga konsekvenser och där det finns möjlighet att förebygga smittspridning genom åtgärder som riktas till den smittade.

## Åtgärder
Den som bär på en allmänfarlig sjukdom får isoleras om:
1. det av omständigheterna klart framgår att den enskilde inte är beredd eller i stånd att frivilligt underkasta sig de åtgärder som krävs för att förebygga eller så långt som möjligt minska risken för smittspridning, eller
2. det finns grundad anledning anta att den enskilde inte följer de förhållningsregler som har beslutats.

Beslut om isolering får meddelas endast om det finns en påtaglig risk för att andra människor kan smittas.
Förvaltningsrätten beslutar i fråga om isolering efter ansökan av smittskyddsläkaren. Om någon bär på eller misstänks bära på en allmänfarlig sjukdom och genom sitt beteende utsätter någon annan för omedelbar risk att smittas får smittskyddsläkaren besluta om tillfällig isolering. Ett sådant beslut förfaller om det inte senast inom fyra dagar underställs förvaltningsrätten. Tillfällig isolering som fastställts av förvaltningsrätten får bestå i högst två veckor, räknat från den dag beslutet verkställdes.

## Sjukdomar
Enligt Smittskyddslagen, Bilaga 1 är följande allmänfarliga sjukdomar:
- Campylobacterinfektion
- Covid-19[5]
- Difteri
- Ebola
- Infektion med enterohemorragisk E.coli (EHEC)
- Fågelinfluensa (H5N1)
- Giardiainfektion
- Gonorré
- Hepatit A-E
- HIV-infektion
- Infektion med HTLV I eller II
- Klamydiainfektion
- Kolera
- Infektion med meticillinresistenta gula stafylokocker (MRSA)
- Mjältbrand
- Paratyfoidfeber
- Pest
- Infektion med pneumokocker med nedsatt känslighet för penicillin G
- Polio
- Rabies
- Salmonellainfektion
- Shigellainfektion
- Smittkoppor
- Sars (Svår akut respiratorisk sjukdom)
- Syfilis
- Tuberkulos
- Tyfoidfeber
- Virala hemorragiska febrar exkl. denguefeber och sorkfeber (nefropathia epidemica)